# Championnat d'Albanie de football 1946
Navigation
Championnat d'Albanie 1945 Championnat d'Albanie 1947
Le Championnat d'Albanie de football de Kategoria Superiore 1946 est la 9e édition de ce championnat.

## Groupe A
| Rang | Équipe            | Pts | J  | G  | N | P | Bp | Bc | Diff |
| ---- | ----------------- | --- | -- | -- | - | - | -- | -- | ---- |
| 1    | Vllaznia Shkodër  | 20  | 10 | 10 | 0 | 0 | 32 | 3  | +29  |
| 2    | 17 Nëntori Tirana | 16  | 10 | 8  | 0 | 2 | 26 | 7  | +19  |
| 3    | Besa Kavajë       | 9   | 10 | 3  | 3 | 4 | 10 | 12 | -2   |
| 4    | Skënderbeu Korçë  | 7   | 10 | 3  | 1 | 6 | 13 | 25 | -12  |
| 5    | Ylli i Kuq Durrës | 4   | 10 | 1  | 2 | 7 | 7  | 23 | -16  |
| 6    | Apolonia Fier     | 4   | 10 | 1  | 2 | 7 | 7  | 25 | -18  |

|  | Qualifié pour la finale |
|  | Relégué                 |

## Groupe B
| Rang | Équipe                | Pts | J  | G | N | P | Bp | Bc | Diff |
| ---- | --------------------- | --- | -- | - | - | - | -- | -- | ---- |
| 1    | Flamurtari Vlorë      | 16  | 10 | 7 | 2 | 1 | 17 | 8  | +9   |
| 2    | Bashkimi Elbasan      | 15  | 10 | 7 | 1 | 2 | 18 | 7  | +11  |
| 3    | Erzeni Shijak         | 12  | 10 | 4 | 4 | 2 | 14 | 11 | +3   |
| 4    | Shqiponja Gjirokastër | 8   | 10 | 3 | 2 | 5 | 12 | 16 | -4   |
| 5    | Spartaku Kuçovë       | 6   | 10 | 2 | 2 | 6 | 16 | 20 | -4   |
| 6    | Tomori Berat          | 3   | 10 | 1 | 1 | 8 | 7  | 22 | -15  |

|  | Qualifié pour la finale |
|  | Relégué                 |

## Finale
| 1947 | Flamurtari Vlorë | 0-2 | Vllaznia Shkodër | Vlorë |  |
|      |                  |     |                  |       |  |

| 1947 | Vllaznia Shkodër | 3-0 | Flamurtari Vlorë | Shkodër |  |
|      |                  |     |                  |         |  |

## Bilan de la saison
| Tableau d'Honneur                 |                    |
| Compétition                       | Vainqueur          |
| Championnat d'Albanie de football | Vllaznia Shkodër   |
| Coupe d'Albanie de football       | pas de compétition |

| Promotions et relégations     |                 |
| Relégués en First Division    | aucun           |
| Promus en Kategoria Superiore | Partizan Tirana |